# Gyakorlati közösségek
Etienne Wenger 1991-ben használta először a fogalmat, a szociális tanulással kapcsolatban. A „gyakorlati közösségek” (community of practice) a következő jellemzőkkel bír:
- megosztott érdeklődési kör
- együttműködő és együtt tanuló tagok
- megosztott erőforrások

A Wenger által javasolt modell csak rendkívül mesterkélt formában valósult meg az LMS keretrendszerek által. Az együttműködés és az ismeretek megosztása általában kimerült a fórumok használatában. Az LMS által körülhatárolt közösségek rendszerint egy zárt csoportba tartozó tanulókat határoztak meg. Vélhetőleg a semminél több funkciót láttak el, de nem közelítették meg a Wenger-féle közösségi követelményeket.

## Külső hivatkozások
- Hildreth, P & Kimble, C (eds.), Knowledge Networks: Innovation Through Communities of Practice, London: Idea Group Inc., 2004.
- Kimble, C, Hildreth, P & Bourdon, I. (eds.), Communities of Practice: Creating Learning Environments for Educators, Charlotte, NC: Information Age., 2008.
- Saint-Onge, H & Wallace, D, Leveraging Communities of Practice, Butterworth Heinemann, 2003.
- Wenger, E, McDermott, R & Snyder, W.M., Cultivating Communities of Practice, HBS press 2002.
- Wenger E, Communities of Practice: Learning, Meaning, and Identity, Cambridge University Press, 1998.
- Lave, J & Wenger E, Situated Learning: Legitimate Peripheral Participation, Cambridge: Cambridge University Press, 1991.